# 전환 치료

모든 전환 치료를 법으로 금지
의료인의 전환 치료 금지
현재 전환 치료 금지가 추진 중
전환 치료에 대한 법적 규제 없음

전환 치료(Conversion therapy) 또는 성적 지향 전환 치료, 동성애 치료(Gay cure)란 개인의 성적 지향을 동성애나 양성애에서 이성애로 전환한다고 주장하는 치료법으로, 주요 학계에서 사이비과학으로 비판받고 있다. 전환 치료는 많은 국가와 사회에서 논란이 되고 있으며, 주류 정신의학과 심리학, 행동과학, 사회과학계는 동성애도 정상적이고 건강한 성적 지향 중 하나로 전환 치료는 효과가 전혀 입증되지 않았으며 유해하다고 결론내렸다. 어떤 주류 정신의학계도 전환 치료에 대한 허가를 내주지 않으며, 해당 행위의 부작용과 악영향에 대해 경고하고 있다. 미국 심리학회와 영국 정신과의사 학회는 전환 치료에 대해 과학 및 의학적으로 지지해줄 수 없으며, 편견과 차별에 기반한 바보같은 행위라고 비판하였다.
전환 치료의 주요 지지자들은 보수 근본주의 기독교계이다. 이들 다수는 근본주의 종교적 이해관계에 놓여있는 비중립적 단체인 동성애 연구 및 치료를 위한 전미 협회(NARTH)의 조언에 따라 전환 치료를 운영하고 있다. 전환 치료는 환자에게 동성애와 관련된 매체를 보여줄 때마다 손 또는 성기에 전기 충격을 가하거나 불쾌한 약물을 투여하는 등의 혐오 요법과 자위 억제, 단체 기도·토론, 정신 분석 상담 등을 포함한다.

## 역사
정신분석학이 태동하던 20세기 초에는 동성애를 병으로 보지 않았으며, 성적 지향이 전환 가능한지 또한 그런 치료나 방법이 윤리적인지를 중점으로 논해졌다. 지그문트 프로이트는 모든 사람은 양성애자로 태어나며 인생의 어느 시점에서  이성애자나 동성애자로 정해진다고 믿었다. 그는 성적 지향 전환이 매우 제한적인 경우에 한해 가능할 수 있다고 생각하였으며, 이미 이성애자 혹은 동성애자로 확정된 사람의 성적 지향은 바꿀 수 없다고 주장하였다.
1920년대가 되면서 정신분석학계는 동성애를 일종의 병으로 추정하여 전환 치료를 적절한 것으로 취급하기 시작하였는데, 이를 주장한 학자로는 페렌치 샨도르와 안나 프로이트, 멜라니 클라인, 에드먼드 버글러 등이 있다. 이후 2차 세계 대전 등을 거치면서 동성애는 치료가 불가능한 성적 도착증으로 여겨졌다. 이 시기에 많은 게이 환자들은 조롱과 학대의 피해자가 되었다. 1952년 동성애를 정신병으로 분류한 미국 정신의학 협회의 첫 정신질환 진단 및 통계 편람(DSM-I)이 발표되었다. 이에 따라 1939년의 프로이트 사후부터 스톤월 항쟁이 일어난 1969년까지 즉 약 30년간 많은 국가에서 전환 치료가 허용되었다.
1950년대에 들어 알프레드 킨제이, 에블린 후커등 동성애도 이성애와 마찬가지로 정상적이고 건강한 성적 지향의 하나라는 학자들의 주장이 제기되기 시작하였다. 스톤월 항쟁 이후 미국을 비롯 세계 곳곳에서 성소수자 인권 운동이 벌여졌으며, 전환 치료는 운동가들에게 공개적 비판의 대상이 되었다. 미국 정신의학 협회는 1974년 학술대회에서 동성애가 정신병이 아니라고 확정하였다. 그러나 전환 치료가 완전히 사라진 것은 아니였고, 로버트 크로네메이어와 헤라르트 J. M. 반 덴 아드베흐 같은 몇몇 학자 및 근본주의 기독교계 중심으로 전환 치료 연구가 지속되었다. 1992년에는 동성애가 치료 가능하다고 주장하는 세명의 심리학자 조셉 니콜로시와 찰스 소키라이즈, 벤자민 카우프먼이 주류 학계에 반발하며 동성애 연구 및 치료를 위한 전미 협회(NARTH)를 설립하였다.
2001년 미국의 의무감 데이빗 새처 박사는 성적 지향을 인위적으로 바꿀 수 있다는 어떤 과학적, 의학적 증거를 찾을 수 없다는 보고서를 발행하였다. 같은 해 로버트 스피처는 전환 치료를 통해 동성애자가 이성애자로 바뀔 수 있다는 연구 결과를 발표하였지만, 2012년 자신의 논문을 철회하고, 검증되지 않은 치료 방법이 효과 있다고 오도하던 것에 대해 성소수자 커뮤니티에 사과하였다. 미국정신분석협회는 2004년 동성애 연구 및 치료를 위한 전미 협회(NARTH)를 강력히 비판했으며, 미국 심리학회와 미국 상담학회는 전환 치료에 반대하는 입장을 밝히고 회원 단체와 의사, 상담가 등에게 전환 치료를 삼가토록 하는 윤리 가이드라인을 마련하였다.
2016년 세계 정신의학 협회는 전환 치료가 비과학적, 비윤리적이며 효과도 없고 유해하기만 하다고 공식 입장을 발표하였다.

## 이론과 요법

### 행동 수정
더글라스 홀드먼은 자신의 저서《게이 남성과 레즈비언을 위한 성적 지향 전환 치료 : 과학적 조사》에서 환자에게 동성애와 관련된 매체를 보여줄 때엔 전기 충격이나 불쾌한 약물을 투여하는 등의 혐오 요법을 사용하고 이성애와 관련된 매체에선 혐오 요법을 중단하는 방법을 통해 이성애적 기질을 강화하여 58%의 성공률로 동성애를 치료할 수 있다고 주장되는 당대 전환 치료 기법에 회의적인 시각을 나타냈다. 홀드먼은 이 치료 기법을 '고문'이라고 부르면서, 동성애자를 이성애자로 만드는 효과는 없고 환자가 자신의 성적 지향에 대해 창피해하고 두려워하게 만들기만한다고 비판하였다. 그는 손과 성기 등 신체에 가하는 전기 충격과 불쾌한 약물 투여, 자위 억제, 시각화 등 이런 모든 방법은 '동성애는 습득된 행동'이라는 발상에 바탕을 두고 있다고 하였다.

### 탈동성애 전도
탈동성애 전도는 임상적인 치료 요법을 사용하기보다는 다른 사람에게 동성간 관계를 시작하거나 추구하지 말라고 권하는 운동이다. 탈동성애 또는 전동성애(ex-gay)라는 단어는 1980년 E. 맨셀 패티슨에 의해 도입되었다. 전환 치료 지지자들은 개인별 '전환 사례' 등을 대중에 소개하곤 하는데, 과거 이 운동에 관여하며 성공적으로 동성애자에서 이성애자로 전환되었다고 주장하거나 인용되던 인물들 중 전환 치료는 전혀 효과가 없으며, 자신이 여전히 동성애자임을 시인하는 사람이 늘어났고, 2013년 6월 탈동성애 운동을 비판하며 자신들이 끼친 해에 대해 성소수자 커뮤니티에 공개적으로 사과를 하였다.

### 정신 분석
어빙 비버는 1962년 《동성애 : 남성 동성애에 대한 정신분석 연구》에서 개인이 어릴적 겪었던 불쾌하거나 고통스러운 경험등이 동성애자가 되는 원인을 제공하였다며, 이 문제를 분석하고 해결하도록 도우면 성적 지향이 바뀔 수 있다고 주장하였다. 더글라스 홀드먼은 이 연구에서 밝힌 전환 치료 성공률 27%가 불풀려진 수치이며 실제로 동성애자에서 이성애자로 전환되었다고 보여지는 사례는 18%에 불과했으며, 양성애자의 사례를 오도하고 있다며 이 연구에 신뢰성이 거의 없다고 비판하였다. 또한 어빙 비버의 저서에서 인용된 에드먼드 버글러의 1956년 연구도 동성애자 표본의 대표성이 의심된다며 비판받았다.
1957년 출판된 쿠란과 파는 그들의 정신분석 연구 저서《동성애 : 100명 남성 사례 분석》에서 그들이 상담한 100명의 동성애자 남성에게서 이성애적 기질이 전혀 증가하지 않았다고 서술하였다. 1965년 메이어슨과 리프는 자신들의 19명의 동성애자 환자 중 절반이 5년여간의 치료를 통해 이성애자가 되었다고 발표하였으나 환자의 자기 증언에만 의존하였을 뿐 추가 확인 절차는 거치지 않은 결론이였다. 이런 방식의 다수 사례 연구는 양성애자를 동성애자로 오해하거나 의도적으로 조작되는 경우가 많은 것으로 알려져있다.

## 위험성
미국 심리학회는 2009년 발행한 공식 보고서를 통해 자신감 약화, 자기비난, 자기혐오, 가족 및 친구·연인관계파탄, 사회성 위축, 인간성 감소, 성기능장애, 우울증, 무기력증, 약물 남용, 자살 등의 위험성이 전환 치료에 존재함을 알리고 있다. 특히 이런 위험성은 미성년자에게 더 증가하는데, 미국 아동 청소년 정신과 협회는 전환 치료가 부모에게 거부받는 성소수자 청소년의 비율 증가, 자신감의 약화, 유대감의 결여, 자살성 사고와 자살 시도를 조장한다며 경고하고 있다. 부모에게 거부받은 성소수자 청소년은 그렇지 않은 성소수자 청소년에 비해 자살을 할 가능성이 8배, 우울증에 걸릴 가능성이 5배, 마약을 시도할 가능성이 3배, 에이즈 등 성병에 걸릴 확률이 3배 더 높은 것으로 조사되었다. 또한 많은 사례에서 전환 치료에 참여했던 미성년자가 성인이 되어서도 트라우마를 겪는 경우가 많은 것으로 알려져있다.
성 지향 전환 노력[Sexual orientation change efforts (SOCE)]이나 성 정체성 전환 노력[Gender identity change efforts (GICE)]은 자해(Self-harm)를 60.01%[OR 1.58], 자살 계획(Suicide Planning)을 70.74%[OR 2.58], 자살 시도(Suicide Attempt)를 73.48%[OR 2.925] 높이고, 종교적 지도자가 제안한 전환 치료(Conversion therapy suggested by religious leaders)는 자살 계획(Suicide Planning)을 70.61%[OR 2.565], 자살 시도(Suicide Attempt)를 73.96%[OR 2.99] 높이며, 가족 구성원이 제안한 전환 치료(Conversion therapy suggested by Family member)는 자살 계획(Suicide Planning)을 71.53%[OR 2.675], 자살 시도(Suicide Attempt)를 74.25%[OR 3.03] 높이고, 스스로 제안한 전환 치료(Conversion therapy suggested by myself)마저도 자살 시도(Suicide Attempt)를 78.89%[OR 3.745] 높인다. 전환 치료(Conversion therapy)는 그 밖에 우울(Depression), 친밀감 회피(Intimacy avoidance) 및 성 기능 장애(Sexual dysfunction)가 따를 수 있다. 이는 직장 폭력(en:Workplace bullying)이 우울(Depression)을 46.67%[r=0.28], 불안(Anxiety)을 56.67%[r=0.34] 높이는 것과 비교할 때 유사한 효과를 보이는 것이다. 따라서 전환 치료(Conversion therapy)가 아동 성 학대(Child sexual abuse)만큼 유해하다는 것은 사실이다.

## 법적 현황
미국에서만 전환 치료는 의학이나 종교 교리 문제를 떠나 그 자체로 수백만 달러에 달하는 사업분야이다.
브라질과 몰타, 미국의 캘리포니아, 뉴저지 워싱턴 D.C., 오리건 등이 미성년자에게 성적 지향 전환 치료 행위를 하는 것을 금지하고 있으며, 일리노이와 콜로라도에서도 금지 법 도입을 검토하고 있다. 또한 2015년 2월 뉴저지의 주 고등 법원에서 전환 치료가 사기에 해당한다고 판결을 내렸다. 2015년 4월 미국 오바마 대통령은 미성년자에 대한 전환 치료를 금지해야한다는 성명을 발표하였으며, 미국 하원 의회에 전환 치료를 연방법에 따라 사기에 포함시키는 법안이 상정 중에 있다.
중국에서도 피해자에게 전환 치료에 대한 보상금을 지급하라는 법원의 판결이 있었다. 에콰도르와 영국, 독일 등 다른 나라에서도 미성년자를 대상으로한 전환 치료 금지법 도입을 고려하고 있다.
몇몇 종교 단체들은 아동학대 관련 법이 미비한 도미니카 공화국와 같은 제 3국에 전환 치료 캠프를 우회 운영하고 있으며 부모의 용인 하에 사실상 아동 및 청소년을 납치하여 몇 개월간 해외 캠프에 가두어 신체적 및 정신적 학대를 가한다. 이와 관련된 《Kidnapped for Christ》라는 다큐멘터리 영화가 만들어지기도 하였다.

## 같이 보기
- 교정강간
- 혐오감 프로젝트